# Pistoia (provincie)
Pistoia is een van de tien provincies van de Italiaanse regio Toscane. Hoofdstad is de stad Pistoia. De officiële afkorting is PT.
De provincie telt 270.000 inwoners en is 965 km² groot.
De provincie beslaat een bergachtig gebied behorend tot de Apennijnen in het noorden en een vlakte in het zuiden, waarin de hoofdstad ligt.
In het uiterste noorden van de provincie ligt een wintersportgebied waarvan Abetone (op 1388 meter boven zeeniveau) het centrum is.
Pistoia grenst aan de provincies Prato, Lucca en Modena en de metropolitane steden Florence en Bologna.
Andere steden in de provincie zijn Montecatini Terme en Pescia
Tussen Lucca en Pistoia ligt het dorp Collodi, waaraan de schrijver Carlo Collodi, schepper van Pinocchio zijn schrijversnaam ontleende.